# Leguminivora glycinivorella
Espèce
Leguminivora glycinivorella (la Tordeuse du soja) est une espèce de lépidoptères de la famille des Tortricidae, originaire d'Asie orientale.
Cet insecte se nourrit sur les plantes de la famille des Fabaceae, principalement le soja. C'est l'un des principaux ravageurs du soja, les dégâts étant dus aux chenilles qui dévorent les graines dans les gousses en formation, affectant fortement le rendement des cultures.

## Distribution
L'aire de répartition de Leguminivora glycinivorella comprend la Chine, le Japon, la Corée et l'Extrême-Orient russe.